# Honorat Arleški
Honorat je bio biskup arleški i svetac iz 3. stoljeća.

## Životopis
Rođen je u Francuskoj u dobrostojećoj poganskoj obitelji. Imao je brata Venancija. Zajedno su napustili roditeljsku kuću te s pustinjakom Kaprazijem otputovali u Grčku. Na putu je umro Venancije, a Honorat se zbog slaboga zdravlja morao vratiti u Francusku. Nedaleko grada Marseilla nalazio se otok Lérins koji je u Honoratovo doba bio pust i pun zmija. Tamo se zaputio Honorat te počeo obrađivati zemlju. Tamo se oko njega okupilo više ljudi te je tamo sagrađen velik samostan.
Više od 30 godina upravljao je Lerinskim samostanom. Zatim je zaređen za svećenika, a 426. je izabran za biskupa u Arlesu. Umro je 429. godine.

## Štovanje
Sveti Hilarije je rekao za njega: „Tko hoće da naslika ljubav, neka samo naslika Honoratovo lice”. Godine 1391. preneseni su mu ostatci na otok Île Saint-Honorat, koji je nazvan po njemu.
Spomendan mu je 16. siječnja.

### Knjige
- Lach, Maksimilijan. 1939. Životi svetaca za svaki dan u siječnju. 1. Hrvatsko književno društvo sv. Jeronima u Zagrebu. Zagreb.

## Vanjske poveznice
Ostali projekti
|  | Zajednički poslužitelj ima još gradiva o temi Honorat Arleški |